# Вскрытое нападение
Вскрытое (открытое) нападение — тактический приём в шахматах: в результате ухода фигуры или пешки открывается линия действия другой (обязательно дальнобойной — ферзь, ладья или слон) фигуры этого же цвета, создающей угрозу неприятельскому объекту. Условие открытого нападения — наличие засады.
Таким образом, нападение совершает не та фигура, которая сделала ход, а другая, стоящая за ней.
|   | a | b | c | d | e | f | g | h |   |
| - | --- | --- | --- | --- | --- | --- | --- | --- | - |
| 8 | e8 чёрный ферзь · e5 чёрный король · e4 белый слон · e3 белая ладья · g3 чёрная ладья · b2 белый король · g2 белая пешка | e8 чёрный ферзь · e5 чёрный король · e4 белый слон · e3 белая ладья · g3 чёрная ладья · b2 белый король · g2 белая пешка | e8 чёрный ферзь · e5 чёрный король · e4 белый слон · e3 белая ладья · g3 чёрная ладья · b2 белый король · g2 белая пешка | e8 чёрный ферзь · e5 чёрный король · e4 белый слон · e3 белая ладья · g3 чёрная ладья · b2 белый король · g2 белая пешка | e8 чёрный ферзь · e5 чёрный король · e4 белый слон · e3 белая ладья · g3 чёрная ладья · b2 белый король · g2 белая пешка | e8 чёрный ферзь · e5 чёрный король · e4 белый слон · e3 белая ладья · g3 чёрная ладья · b2 белый король · g2 белая пешка | e8 чёрный ферзь · e5 чёрный король · e4 белый слон · e3 белая ладья · g3 чёрная ладья · b2 белый король · g2 белая пешка | e8 чёрный ферзь · e5 чёрный король · e4 белый слон · e3 белая ладья · g3 чёрная ладья · b2 белый король · g2 белая пешка | 8 |
| 7 | e8 чёрный ферзь · e5 чёрный король · e4 белый слон · e3 белая ладья · g3 чёрная ладья · b2 белый король · g2 белая пешка | e8 чёрный ферзь · e5 чёрный король · e4 белый слон · e3 белая ладья · g3 чёрная ладья · b2 белый король · g2 белая пешка | e8 чёрный ферзь · e5 чёрный король · e4 белый слон · e3 белая ладья · g3 чёрная ладья · b2 белый король · g2 белая пешка | e8 чёрный ферзь · e5 чёрный король · e4 белый слон · e3 белая ладья · g3 чёрная ладья · b2 белый король · g2 белая пешка | e8 чёрный ферзь · e5 чёрный король · e4 белый слон · e3 белая ладья · g3 чёрная ладья · b2 белый король · g2 белая пешка | e8 чёрный ферзь · e5 чёрный король · e4 белый слон · e3 белая ладья · g3 чёрная ладья · b2 белый король · g2 белая пешка | e8 чёрный ферзь · e5 чёрный король · e4 белый слон · e3 белая ладья · g3 чёрная ладья · b2 белый король · g2 белая пешка | e8 чёрный ферзь · e5 чёрный король · e4 белый слон · e3 белая ладья · g3 чёрная ладья · b2 белый король · g2 белая пешка | 7 |
| 6 | e8 чёрный ферзь · e5 чёрный король · e4 белый слон · e3 белая ладья · g3 чёрная ладья · b2 белый король · g2 белая пешка | e8 чёрный ферзь · e5 чёрный король · e4 белый слон · e3 белая ладья · g3 чёрная ладья · b2 белый король · g2 белая пешка | e8 чёрный ферзь · e5 чёрный король · e4 белый слон · e3 белая ладья · g3 чёрная ладья · b2 белый король · g2 белая пешка | e8 чёрный ферзь · e5 чёрный король · e4 белый слон · e3 белая ладья · g3 чёрная ладья · b2 белый король · g2 белая пешка | e8 чёрный ферзь · e5 чёрный король · e4 белый слон · e3 белая ладья · g3 чёрная ладья · b2 белый король · g2 белая пешка | e8 чёрный ферзь · e5 чёрный король · e4 белый слон · e3 белая ладья · g3 чёрная ладья · b2 белый король · g2 белая пешка | e8 чёрный ферзь · e5 чёрный король · e4 белый слон · e3 белая ладья · g3 чёрная ладья · b2 белый король · g2 белая пешка | e8 чёрный ферзь · e5 чёрный король · e4 белый слон · e3 белая ладья · g3 чёрная ладья · b2 белый король · g2 белая пешка | 6 |
| 5 | e8 чёрный ферзь · e5 чёрный король · e4 белый слон · e3 белая ладья · g3 чёрная ладья · b2 белый король · g2 белая пешка | e8 чёрный ферзь · e5 чёрный король · e4 белый слон · e3 белая ладья · g3 чёрная ладья · b2 белый король · g2 белая пешка | e8 чёрный ферзь · e5 чёрный король · e4 белый слон · e3 белая ладья · g3 чёрная ладья · b2 белый король · g2 белая пешка | e8 чёрный ферзь · e5 чёрный король · e4 белый слон · e3 белая ладья · g3 чёрная ладья · b2 белый король · g2 белая пешка | e8 чёрный ферзь · e5 чёрный король · e4 белый слон · e3 белая ладья · g3 чёрная ладья · b2 белый король · g2 белая пешка | e8 чёрный ферзь · e5 чёрный король · e4 белый слон · e3 белая ладья · g3 чёрная ладья · b2 белый король · g2 белая пешка | e8 чёрный ферзь · e5 чёрный король · e4 белый слон · e3 белая ладья · g3 чёрная ладья · b2 белый король · g2 белая пешка | e8 чёрный ферзь · e5 чёрный король · e4 белый слон · e3 белая ладья · g3 чёрная ладья · b2 белый король · g2 белая пешка | 5 |
| 4 | e8 чёрный ферзь · e5 чёрный король · e4 белый слон · e3 белая ладья · g3 чёрная ладья · b2 белый король · g2 белая пешка | e8 чёрный ферзь · e5 чёрный король · e4 белый слон · e3 белая ладья · g3 чёрная ладья · b2 белый король · g2 белая пешка | e8 чёрный ферзь · e5 чёрный король · e4 белый слон · e3 белая ладья · g3 чёрная ладья · b2 белый король · g2 белая пешка | e8 чёрный ферзь · e5 чёрный король · e4 белый слон · e3 белая ладья · g3 чёрная ладья · b2 белый король · g2 белая пешка | e8 чёрный ферзь · e5 чёрный король · e4 белый слон · e3 белая ладья · g3 чёрная ладья · b2 белый король · g2 белая пешка | e8 чёрный ферзь · e5 чёрный король · e4 белый слон · e3 белая ладья · g3 чёрная ладья · b2 белый король · g2 белая пешка | e8 чёрный ферзь · e5 чёрный король · e4 белый слон · e3 белая ладья · g3 чёрная ладья · b2 белый король · g2 белая пешка | e8 чёрный ферзь · e5 чёрный король · e4 белый слон · e3 белая ладья · g3 чёрная ладья · b2 белый король · g2 белая пешка | 4 |
| 3 | e8 чёрный ферзь · e5 чёрный король · e4 белый слон · e3 белая ладья · g3 чёрная ладья · b2 белый король · g2 белая пешка | e8 чёрный ферзь · e5 чёрный король · e4 белый слон · e3 белая ладья · g3 чёрная ладья · b2 белый король · g2 белая пешка | e8 чёрный ферзь · e5 чёрный король · e4 белый слон · e3 белая ладья · g3 чёрная ладья · b2 белый король · g2 белая пешка | e8 чёрный ферзь · e5 чёрный король · e4 белый слон · e3 белая ладья · g3 чёрная ладья · b2 белый король · g2 белая пешка | e8 чёрный ферзь · e5 чёрный король · e4 белый слон · e3 белая ладья · g3 чёрная ладья · b2 белый король · g2 белая пешка | e8 чёрный ферзь · e5 чёрный король · e4 белый слон · e3 белая ладья · g3 чёрная ладья · b2 белый король · g2 белая пешка | e8 чёрный ферзь · e5 чёрный король · e4 белый слон · e3 белая ладья · g3 чёрная ладья · b2 белый король · g2 белая пешка | e8 чёрный ферзь · e5 чёрный король · e4 белый слон · e3 белая ладья · g3 чёрная ладья · b2 белый король · g2 белая пешка | 3 |
| 2 | e8 чёрный ферзь · e5 чёрный король · e4 белый слон · e3 белая ладья · g3 чёрная ладья · b2 белый король · g2 белая пешка | e8 чёрный ферзь · e5 чёрный король · e4 белый слон · e3 белая ладья · g3 чёрная ладья · b2 белый король · g2 белая пешка | e8 чёрный ферзь · e5 чёрный король · e4 белый слон · e3 белая ладья · g3 чёрная ладья · b2 белый король · g2 белая пешка | e8 чёрный ферзь · e5 чёрный король · e4 белый слон · e3 белая ладья · g3 чёрная ладья · b2 белый король · g2 белая пешка | e8 чёрный ферзь · e5 чёрный король · e4 белый слон · e3 белая ладья · g3 чёрная ладья · b2 белый король · g2 белая пешка | e8 чёрный ферзь · e5 чёрный король · e4 белый слон · e3 белая ладья · g3 чёрная ладья · b2 белый король · g2 белая пешка | e8 чёрный ферзь · e5 чёрный король · e4 белый слон · e3 белая ладья · g3 чёрная ладья · b2 белый король · g2 белая пешка | e8 чёрный ферзь · e5 чёрный король · e4 белый слон · e3 белая ладья · g3 чёрная ладья · b2 белый король · g2 белая пешка | 2 |
| 1 | e8 чёрный ферзь · e5 чёрный король · e4 белый слон · e3 белая ладья · g3 чёрная ладья · b2 белый король · g2 белая пешка | e8 чёрный ферзь · e5 чёрный король · e4 белый слон · e3 белая ладья · g3 чёрная ладья · b2 белый король · g2 белая пешка | e8 чёрный ферзь · e5 чёрный король · e4 белый слон · e3 белая ладья · g3 чёрная ладья · b2 белый король · g2 белая пешка | e8 чёрный ферзь · e5 чёрный король · e4 белый слон · e3 белая ладья · g3 чёрная ладья · b2 белый король · g2 белая пешка | e8 чёрный ферзь · e5 чёрный король · e4 белый слон · e3 белая ладья · g3 чёрная ладья · b2 белый король · g2 белая пешка | e8 чёрный ферзь · e5 чёрный король · e4 белый слон · e3 белая ладья · g3 чёрная ладья · b2 белый король · g2 белая пешка | e8 чёрный ферзь · e5 чёрный король · e4 белый слон · e3 белая ладья · g3 чёрная ладья · b2 белый король · g2 белая пешка | e8 чёрный ферзь · e5 чёрный король · e4 белый слон · e3 белая ладья · g3 чёрная ладья · b2 белый король · g2 белая пешка | 1 |
|   | a | b | c | d | e | f | g | h |   |

Частные случаи вскрытого нападения: вскрытый шах, двойной шах, мельница.
Для успешного нахождения «открытого нападения» всегда следует обращать внимание на всевозможные рентгены.